# سيمين مولر
سيمين مولر (بالنرويجية البوكمول: Simen Stamsø Møller)‏ (6 سبتمبر 1988 في النرويج - ) هو لاعب كرة قدم نرويجي في مركز الهجوم. لعب مع ترومسو إيدريتسلاغ وStrømmen IF ‏ وKjelsås Fotball ‏.

## وصلات خارجية
- سيمين مولر على موقع IMDb (الإنجليزية)

- سيمين مولر على موقع اتحاد النرويج (النرويجية)
- سيمين مولر على موقع قاعدة بيانات كرة القدم.إي يو (الإنجليزية)